# Archie Cash
Archie Cash is een stripreeks met Jean-Marie Brouyère als schrijver en Malik (pseudoniem van William Tai) als tekenaar. Ook Thierry Martens werkte als schrijver mee aan verhaal nr. 9 en nr. 11 (onder het pseudoniem Terence). Brouyère bood het scenario eerst aan aan tekenaar Jean Pleyers maar door onderlinge strubbelingen gaf die na enkele pagina's de pijp aan Maarten. 
De eerste publicatie van de strip in het weekblad Robbedoes en het Franstalige equivalent Spirou was in 1971. De eerste albumpublicatie Eiland in verschrikking was in 1973. De strip met veel actie en geweld riep controverse op bij de lezers van Robbedoes in de jaren 1970. Ook de expressieve tekenstijl van Malik kende kritiek. Toch bleef de reeks gepubliceerd worden in het stripblad tot 1987. Scenarist Brouyère overleed in 2009, maar de tekenaar vond nog een scenario van hem in een lade, waarvan hij nog een album maakte. Dat verhaal werd in 2019 in eigen beheer uitgegeven.

## Inhoud
Archie Cash is een avonturier die vertoeft in tropische landen waar hij vecht tegen tirannen. Cash is een luitenant die deserteerde uit het leger van de republiek Toro-Toro, nadat dit land evolueerde naar een dictatuur. De strip is gericht op actie die op erg filmische wijze is getekend. Maar er is ook aandacht voor mooie meisjes. De titelheld is nadrukkelijk gemodelleerd naar acteur Charles Bronson.

## Albums
Alle albums zijn geschreven door Jean-Marie Brouyère, getekend door William Tai. De eerste vijftien albums zijn uitgegeven door Dupuis. Het zestiende verscheen in het Frans in eigen beheer en in het Nederlands bij Arcadia.
1. Eiland in verschrikking
2. Carnaval der ontzielden
3. De deserteur van Toro-Toro
4. De hinderlaag
5. Levens voor Long-Thi
6. Het rijk der ratten
7. De duivel met engelenhaar
8. Asfalt
9. Bivakmuts en rode ogen
10. De krijger van de groene dood
11. The Popcorn Brothers
12. De kleine boeddha's
13. De blauwe nar
14. Hartenjagen in Koa-Gule
15. Curare
16. Wie heeft Jack London vermoord? (2019)